# Kenneth E. Iverson

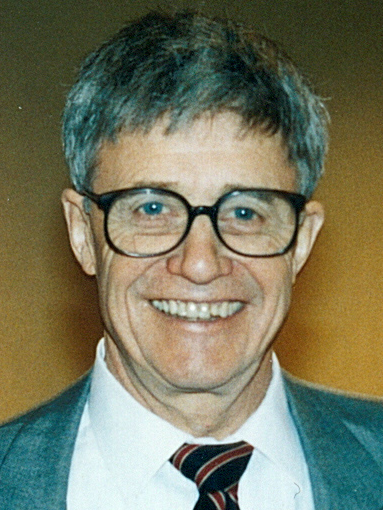
Kenneth E. Iverson, 1989

Kenneth E. Iverson (ur. 17 grudnia 1920 w Camrose, Alberta, Kanada, zm. 19 października 2004 w Toronto) –  specjalista nauk komputerowych, twórca języka programowania APL, w 1979 r. nagrodzony Nagrodą Turinga za wkład do teorii programowania i notacji matematycznych. Od jego imienia pochodzi nazwa Nagroda Iversona za wkład w rozwój języka APL.
Absolwent matematyki i fizyki w Queen's University w Kingston (1951), doktor matematyki (1954), profesor Harvardu. W 1962 r. rozpoczął pracę w IBM, gdzie stworzył Notację Iversona i opracował język APL. W późniejszym okresie opracował też język programowania J.

## Książki
- A Programming Language (1962)
- Automatic Data Processing (wsp. Frederick Brooks) (1963)
- A Source Book In APL (wsp. Adin D. Falkoff) (APL Press) (1981)
- Tangible Math (Iverson Software Inc.) (1990)
- The ISI Dictionary of J (Iverson Software Inc.) (1991)